# Musa A. Jobe
Musa A. Jobe ist ein gambischer Politiker.

## Leben
| Parlamentswahl  | Stimmen | Stimmanteil |
| --------------- | ------- | ----------- |
| 1972 (Nachwahl) | 1.365   | 51,07 %     |
| 1977            | 1.623   | 45,11 %     |

Nachdem der gewählte Vertreter des Wahlkreises Bathurst North in der Bathurst Administrative Area, Pierre Sarr N’Jie (UP), den Sitz im Parlament wegen Nichterscheinen verloren hatte, wurden im Dezember 1972 im Wahlkreis Nachwahlen angesetzt. Musa A. Jobe trat bei der Wahl als Kandidat der United Party (UP) im Wahlkreis Bathurst Nord an. Mit 51,07 % konnte er den Wahlkreis vor Ibrahima B. A. Kelepha-Samba (PPP) für sich gewinnen. Zu den Wahlen zum Parlament 1977 trat Jobe im selben Wahlkreis erneut an. Mit 45,11 % konnte er den Wahlkreis nicht für sich gewinnen, er unterlag diesmal Kelepha-Samba. Zu der Wahl zum Parlament 1982 trat Jobe nicht als Kandidat an.